# Muhlenbergia argentea
Muhlenbergia argentea är en gräsart som beskrevs av George Vasey. Muhlenbergia argentea ingår i släktet muhlygräs, och familjen gräs. Inga underarter finns listade i Catalogue of Life.